# José María Sá Lemos
José María Sá Lemos (Mafamude, 1892 - 1971) es un escultor portugués.

## Datos biográficos
Discípulo de Teixeira Lopes
Casado en 1917 con Laura Cristina Agrelos Meireles (sobrina del escultor António Teixeira Lopes), tuvo hijas (Teresa Emilia Meireles Lemos y Laurinda Meireles Lemos).
Fue profesor y director de la Escuela Industrial Antonio Sergio y director de la Escuela de Artes y Oficios de Estremoz, donde jugó un papel importante en la recuperación de las Muñecas de Estremoz (Bonecos de Estremoz en portugués).
Murió en 1971 a los 79 años en su último domicilio en la calle Almeida Costa.
El monumento en bronce al navegante João Afonso de Aveiro , fue fundido en la fundición Sá Lemos en Vila Nova de Gaia.